# Finale UEFA Champions League 2003
De UEFA Champions Leaguefinale van het seizoen 2002/03 is de elfde finale in de geschiedenis van de Champions League. De wedstrijd vond plaats op 28 mei 2003 op Old Trafford in Manchester. Net als in 2000 stonden er twee teams van hetzelfde land in de finale. De twee Italiaanse finalisten waren Juventus en AC Milan.
Bij Juventus speelde Edgar Davids 65 minuten mee, terwijl Clarence Seedorf aan de overkant 120 minuten op het veld stond. Seedorf miste nadien ook een strafschop, maar zag hoe zijn team toch de Champions League won. Seedorf werd de eerste speler die de Champions League won met drie verschillende clubs. De Nederlandse middenvelder won de trofee in 1995 met Ajax, in 1998 met Real Madrid en in 2003 met AC Milan.

## Voorgeschiedenis

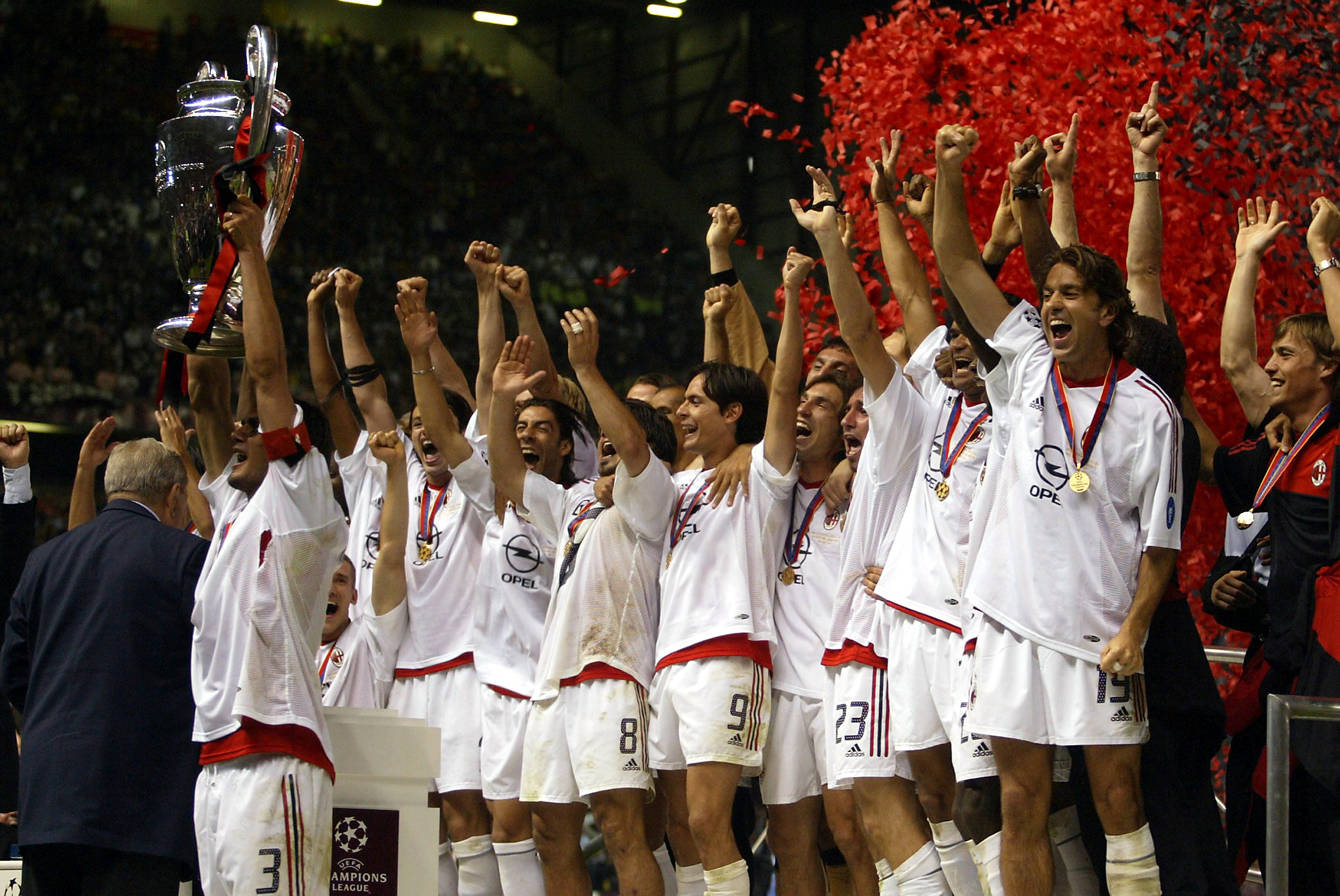
Aanvoerder Paolo Maldini steekt de trofee in de hoogte.

Juventus en AC Milan hebben uiteraard een rijke voorgeschiedenis. Juventus plaatste zich als landskampioen voor de Champions League van 2002/03, terwijl AC Milan zich via de voorrondes moest kwalificeren. In de Italiaanse competitie van het seizoen 2002/03 speelden de twee clubs in Milaan 1-1 gelijk. In Turijn werd het 1-0 voor Juventus. In theorie was Juventus dus favoriet voor de Champions Leaguefinale.
Op voorhand werd er gevreesd voor een gesloten finale. Doordat de twee teams aan elkaar gewaagd waren en het Italiaans voetbal om zijn verdedigende ingesteldheid bekendstaat, vreesde men aanvankelijk voor een finale met weinig doelpunten, hetgeen uiteindelijk ook het geval was. Niet toevallig werd centrale verdediger Paolo Maldini na afloop uitgeroepen tot "Man van de Match".

## Afgekeurd doelpunt
Na 120 minuten stond het nog steeds 0-0 en dus brachten strafschoppen soelaas. Eerder in de wedstrijd keurde de Duitse scheidsrechter Markus Merk wel een doelpunt van AC Milan af. Andrij Sjevtsjenko scoorde, maar het doelpunt werd afgekeurd omdat zijn ploegmaat Rui Costa, die in buitenspel stond, het zicht van doelman Gianluigi Buffon belemmerd had. In een herhaling van de goal was echter duidelijk te zien dat Rui Costa op tijd aan de kant was gegaan en dat Buffon het schot van Sjevtsjenko duidelijk had zien aankomen. De finale van 2003 blijft zo tot op heden de enige finale van de Champions League waarin er na 120 minuten niet gescoord werd.
Tijdens de strafschoppenreeks werden de helft van de strafschoppen gestopt door de doelman. Vaak kwam de doelman ver voor zijn lijn uit, maar keurde de scheidsrechter de redding toch goed.

### Wedstrijddetails
|                           |                                                 |       |                                                     |                                                                                       |
| 28 mei 2003 20:45 (UTC+2) | Juventus                                        | 0 – 0 | AC Milan                                            | Old Trafford, Manchester Toeschouwers: 63.215 Scheidsrechter: Markus Merk (Duitsland) |
| 28 mei 2003 20:45 (UTC+2) |                                                 |       |                                                     | Old Trafford, Manchester Toeschouwers: 63.215 Scheidsrechter: Markus Merk (Duitsland) |
| 28 mei 2003 20:45 (UTC+2) | Strafschoppen                                   |       |                                                     | Old Trafford, Manchester Toeschouwers: 63.215 Scheidsrechter: Markus Merk (Duitsland) |
| 28 mei 2003 20:45 (UTC+2) | Trezeguet Birindelli Zalayeta Montero Del Piero | 2 – 3 | Serginho Clarence Seedorf Kaladze Nesta Sjevtsjenko | Old Trafford, Manchester Toeschouwers: 63.215 Scheidsrechter: Markus Merk (Duitsland) |

| Juventus | AC Milan |

| Juventus:      |    |                       |      |
|                |    |                       |      |
| GK             | 1  | Gianluigi Buffon      |      |
| RB             | 21 | Lilian Thuram         |      |
| CB             | 2  | Ciro Ferrara          |      |
| CB             | 5  | Igor Tudor            | 42'  |
| LB             | 4  | Paolo Montero         |      |
| RM             | 16 | Mauro Camoranesi      | 46'  |
| CM             | 3  | Alessio Tacchinardi   | 69'  |
| CM             | 26 | Edgar Davids          | 65'  |
| LM             | 19 | Gianluca Zambrotta    |      |
| AM             | 17 | David Trezeguet       |      |
| CF             | 10 | Alessandro Del Piero  | 111' |
| Wisselspelers: |    |                       |      |
| GK             | 12 | Antonio Chimenti      |      |
| DF             | 7  | Gianluca Pessotto     |      |
| DF             | 13 | Mark Iuliano          |      |
| MF             | 8  | Antonio Conte         | 46'  |
| MF             | 15 | Alessandro Birindelli | 42'  |
| FW             | 24 | Marco Di Vaio         |      |
| FW             | 25 | Marcelo Zalayeta 65'  |      |
| Coach:         |    |                       |      |
| Marcelo Lippi  |    |                       |      |

| AC Milan:       |    |                       |         |
|                 |    |                       |         |
| GK              | 12 | Dida                  |         |
| RB              | 19 | Alessandro Costacurta | 18' 66' |
| CB              | 13 | Alessandro Nesta      |         |
| CB              | 3  | Paolo Maldini         |         |
| LB              | 4  | Kacha Kaladze         |         |
| CM              | 8  | Gennaro Gattuso       |         |
| CM              | 21 | Andrea Pirlo          | 71'     |
| CM              | 20 | Clarence Seedorf      |         |
| AM              | 10 | Rui Costa             | 87'     |
| CF              | 7  | Andrij Sjevtsjenko    |         |
| CF              | 9  | Filippo Inzaghi       |         |
| Wisselspelers:  |    |                       |         |
| GK              | 18 | Christian Abbiati     |         |
| DF              | 24 | Martin Laursen        |         |
| DF              | 25 | Roque Júnior          | 66'     |
| MF              | 17 | Cristian Brocchi      |         |
| MF              | 23 | Massimo Ambrosini     | 87'     |
| MF              | 27 | Serginho              | 71'     |
| FW              | 11 | Rivaldo               |         |
| Coach:          |    |                       |         |
| Carlo Ancelotti |    |                       |         |